# Doudeville
Doudeville är en kommun i departementet Seine-Maritime i regionen Normandie i norra Frankrike. Kommunen ligger i kantonen Doudeville som tillhör arrondissementet Rouen. År 2022 hade Doudeville 2 440 invånare.

## Befolkningsutveckling
Antalet invånare i kommunen Doudeville
| Referens: INSEE |